# Козлов, Сергей Сергеевич (писатель)
Сергей Сергеевич Козлов (род. 28 мая 1966, Тюмень) — российский писатель, сценарист, журналист. Главный редактор общественно-политической газеты «Новости Югры» (в 2008—2010 гг.). Член Союза писателей России (c 1999 года). Член Союза журналистов России. Главный редактор журнала «Югра» с февраля 2011 года. Депутат Тюменской областной Думы пятого созыва. Литературный редактор газеты «Тюменская область сегодня». Сопредседатель общества русской культуры Тюменской области.

## Биография
Окончил Тюменский государственный университет по специальности «история». Служил в армии. Работал сторожем, музыкантом, учителем истории, директором школы, текстовиком в рекламном агентстве, редактором нескольких изданий.
Отец - Сергей Павлович Козлов (1933-1998) - занимался фотографией. Благодаря его архиву был издан альбом "Век СССР. Вид из Тюмени", куда вошли 300 фотографий из 3000, восстановленных с негативов Андреем Павлычевым. Альбом признан книгой года Тюмени в 2022 г.  Архив сохранила мать писателя - Галина Арвасьевна Козлова. Один из первых рассказов  «Параллели» напечатан в 1989 году в областной газете «Тюменский комсомолец». Рассказы и повести печатались в областной периодике, в еженедельной газете «Литературная Россия»; в журналах «Лукич», «Мир Севера», «Приключения и фантастика», «Сибирское богатство», в альманахе «Эринтур» (1997; 1999; 2000), литературных толстяках "Роман-газета", "Наш Современник", "Нева", "Огни Кузбасса" и многих других.
Выступает также как сценарист. По повести Сергея Козлова «Мальчик без шпаги» режиссёром Константином Одеговым снят фильм «Наследники». В фильме снимались известные актёры Леонид Куравлев, Екатерина Редникова, Амаду Мамадаков, Александр Баширов. Музыку к фильму написал композитор Алексей Рыбников. По роману «Вид из окна» в 2012 г. был снят художественный фильм «Жених по объявлению» с Анастасией Заворотнюк в главной роли.. Автор сценариев нескольких документальных фильмов. Совместно с поэтом Дмитрием Мизгулиным является автором сценария художественного фильма и сериала "Романовы: преданность и предательство", над которым сейчас идёт работа.
Участник Кирилло-Мефодиевский чтений. Верующий, православный христианин. Говоря о литературе, отмечает, что

Иногда приходится слышать, что какие-то символы у славян были и до Кирилла и Мефодия — руническое письмо или близкое к греческому. Возможно это так. Но заслуга Кирилла и Мефодия в том, что они систематизировали, создав славянскую азбуку. Для меня верующего — был принесён свет Истины. В конце концов, русская литература начинается не с Велесовой книги, которая неизвестно: была или нет. Но русская литература начиналась со «Слова о Законе и благодати» Иллариона. Духовная составляющая русской литературы — это её главный составляющий объём. Сегодня всё не так. Сегодня писатели ушли далеко от Писания. Может не зря они себя скромно называют — литераторы, сочинители. А имена учителя словенские Кирилл и Мефодий принесли Слово с большой буквы. И не только для восточно-славянских племён. Церковь однозначно определила их заслуги, назвав равноапостольными.

## Общественная деятельность
Выступил с открытым письмом Президенту Российской Федерации Дмитрию Медведеву в поддержку губернатора ХМАО Александра Филипенко
. Председатель Совета «Общество русской культуры» Тюменской области
В 2022 году подписал письмо в поддержку российского военного вторжения на Украину.

## О нём
Режиссёр Константин Одегов, рассказывая о фильме «Наследники» по повести Сергея Козлова «Мальчик без шпаги», отмечает, что
Это достойный писатель, но, к сожалению, не раскрученный. Надеюсь, экранизацией повести мы привлечём внимание к его творчеству.
Председатель Союза писателей России Валерий Ганичев о повестях Козлова:
Герой одной из Ваших, Сергей Сергеевич, повестей «Репетиция апокалипсиса» ощущает, что стране, времени нужен реальный герой. Он даже бросает камень в Илью Муромца. Очень уж он мифологичен, очень победоносен. Надо бы что-нибудь поближе к нашей жизни — «Василий Тёркин или хотя бы Глеб Жеглов». Критик Ирина Рябий заметила, что Ваш писательский поиск связан с Вашей собственной идеологической установкой: нужны новые люди — здоровая нация, патриоты Отечества. Конечно, их надо, как в традиции русской литературы, вывести из жизни. Или, если мы ещё не разглядели их, то «вырастить» на страницах романов и повестей. Социальная инженерия? Да нет, духовная жажда общества — опереться на людей поступка, действия, высокого духа. Так вот, сегодня в литературе появились люди, способные противостоять злу, не согласиться с массовым безволием, унынием, безразличием. Они не Робин Гуды или победоносные былинные богатыри. Они просто честные, благородные, а главное, духовно вооружённые наши современники.

## Произведения
Книги прозы:
- «Ночь перед вечностью». — Екатеринбург, 2000.
- «Отражение». — «Сибирская Благозвонница», 2009.
- «Последний Карфаген». — 2004, Екатеринбург, «Баско»
- «Время любить» — сборник прозы, Екатеринбург, «Баско», 2006
- «Время любить», — Сибирская Благозвонница, 2011
- «Скинькеды» — Тюмень, 2008, издатель Пашкин
- «Вид из окна», — Сибирская Благозвонница, 2011
- «Дежурный ангел» — Сибирская Благозвонница, 2011
- «Мальчик без шпаги». — Издательство «Лепта», 2007. (Повесть экранизирована Константином Одеговым — х/ф «Наследники» — 2008 г.)
- «Хождение за три ночи», Сибирская Благозвонница, 2010
- «Облака» — Тюмень, 2007, издатель Пашкин
- «Репетиция Апокалипсиса: Ниневия была помилована» 2011, М.Сибирская Благозвонница, 2011
- «Мальчик без шпаги», 2011, М, «Сибирская благозвонница»
- «Брокина зона» (сборник повестей, перевод на сербский Л.Милинчич), «Руссика», Сербия, Белград, 2011[17]
- «Дечак без сабле» (Мальчик без шпаги, перевод на сербский Л.Милинчич), «Руссика», Сербия, Белград, 2012
- «Дневник и Ночник» Сергей Козлов. Дмитрий Мизгулин. (перевод на сербский Л.Милинчич), «Руссика», Сербия, Белград, 2012
- «Зона Брока» (перевод на греческий), Афины, издательство «Ев пло», 2013
- «Бекар» (перевод на греческий), Афины, издательство «Ев пло», 2013
- «Мамчето без шпага» («Мальчик без шпаги», повести, перевод на болгарский), Варна, Данграфик,2013, перевод Даниела Василева
- «Мытарь», Москва, Сибирская благозвонница, 2014, сборник повестей и рассказов
- «Мальчик без шпаги», 2014, М, «Сибирская благозвонница»
- «Сорок дней», роман, русская исповедь, 2017, М, «Сибирская благозвонница»
- «ИОВ», роман, 2018, М., «Сибирская благозвонница»
- «Поворот» (DONGЭ), сборник рассказов, перевод на азербайджанский язык Мамеда Оруджа и Князя Гочага, Баку, «Renessans-A», 2020
- «Вкратце» (сборник миниатюр и афоризмов), Тюмень, Общество русской культуры, 2021, редактор Т. Сайфуллин
- «PRO ET CONTRA», разговор, в который захочет вмешаться каждый. Санкт-Петербург, литературный фонд «Дорога Жизни», издательство «Наука», М., 2021
- «Романовы: преданность и предательство», М., Тюмень, «Комсомольская правда», «Тюменский Дом печати», 2021, в соавторстве с Дмитрием Мизгулиным.
- "Краткая история искренности", сборник рассказов, М. "Наука", Тюмень, Т.Сайфуллин, 2021
- "Четыре", четыре повести, М., "Сибирская благозвонница", 2022
- "Век СССР. Вид из Тюмени", фотоальбом, Тюмень, 2022, текст С.С. Козлова
- "Молитва Матери", сборник прозы, Тюмень, Общество русской культуры, ИП Сайфуллин Т.А., 2023
- "Наблюдатель", (сборник миниатюр и афоризмов), Тюмень, Общество русской культуры, 2023, редактор Т. Сайфуллин
- "Надземный переход", Тюмень, Общество русской культуры, 2024, редактор Т. Сайфуллин

Газеты
- «Литературная Россия» (с 1995 года опубликовано свыше 30 статей и рассказов, стихи)
- «Литературная Югра»
- «Тюменская правда»
- «Тюменский комсомолец».
- «Литературная газета»
- «Слово»
- «Тюменская область сегодня»
- «Российский писатель»
- "Новости Югры"
- "День Литературы"

Журналы
- «Приключения — Фантастика»

- повесть «Русский Фауст», № 2, 1995 г.
- повесть «Репетиция Апокалипсиса», № 1, 1998 г.
- рассказы, № 6, 1998 г.

- «Мир Севера» (рассказы, дневники — публикации с 1998 г.)
- «Лукич» (№ 3 1999 г. — «Облака: приметы внутреннего сгорания»)
- «Наш Современник» (№ 6, 2005, рассказ, стихи, 2010 № 8 роман «Время Любить»)
- «Юность»
- «Огни Кузбасса»
- «Югра»
- «Роман-Газета»
- «Литературный Азербайджан»
- «Нева»
- «День и ночь»
- «Дон»
- "Север"
- "Подъем"

Альманахи
- «Врата Сибири» (рассказы — № 2, 2002)
- «Эринтур» (№ 2 — № 6 — рассказы и стихи, повести).
- "День Поэзии XXI век"

Статьи по педагогике:
- Сборник «Образование (проблемы, поиск, решения)» (выпуск № 2, Ханты-Мансийск, 2001)
- Сборник «Образование Югории»
- Сборник работ конференции «Православие и образование»
- Журнал «РФ сегодня».

## Награды
- Лауреат премии газеты «Литературная Россия» за лучший рассказ 1999 года[3].
- Лауреат премии губернатора Югры в области литературы в номинации проза (2004, 2009).
- Лауреат международного конкурса литературы для детей и юношества им. А. Н. Толстого за повесть «Мальчик без шпаги (Пуговица царевича Алексея)» (2006).
- Лауреат Международной детской литературной премии имени В. П. Крапивина (2006).
- Лауреат премии им. П. П. Ершова
- Лауреат премии губернатора Югры в области литературы (2008).
- Лауреат журнала «Наш Современник» за повесть «Движда» (2009).
- лауреат премии им. Д. Н. Мамина-Сибиряка (2011)
- Лауреат премии УРФО по литературе в номинации проза за роман «Репетиция Апокалипсиса. Ниневия была помилована» (2012)
- Лауреат журнала «Юность» за 2011 год
- Лауреат премии им. Н. С. Лескова В номинации «Художественная проза» Первая премия присуждается Козлову Сергею Сергеевичу за книгу «Репетиция Апокалипсиса». (2016)http://leskovpremia.ru/
- Лауреат международной премии «Югра» (2016)
- Лауреат премии им. Бориса Корнилова «На встречу дня!» (2018)
- Лауреат Филофеевской литературной премии (2020), медаль святителя Филофея (Лещинского)
- Лауреат XII Международного Славянского литературного форума «Золотой Витязь» в номинации проза 2021 года, наивысшая награда «Золотой витязь»http://zolotoyvityaz.ru/laureaty-xii-mslf-2021/
- ветеран труда РФ
- почетный работник культуры Тюменской области (2022)
- золотой диплом Международного Славянского литературного форума "Золотой Витязь" 2023 за книгу "Четыре" (повести)[18]
- ·        Лауреат международной лермонтовской премии в области литературы, музыкального и изобразительного искусства «За красоту творчества и высокие принципы гражданской ответственности», 2024, Ассоциация «Лермонтовское наследие»
- ·        Золотой диплом XV международного литературного форума «Золотой Витязь» в номинации публицистика за книгу «Наблюдатель», 2024
- номинант Патриаршей литературной премии 2025 г., награжден знаком "За вклад в развитие русской литературы"